# Militia Dei
Militia Dei (в превод от латински: Божие войнство) е папска була на римския папа Евгений III от 7 април 1145 г., с която рицарският орден на тамплиерите се освобождава от заплащане на църковен десятък, като на тамплиерите се разрешава да строят собствени църкви и параклиси, както и да погребват починалите членове на ордена на осветена земя – в гробища в рамките на оградения църковен двор.
Както и останалите папски були, и тази получава името си по първите думи от текста. Тя заедно с булите „Omne Datum Optimum“ (1139) и „Milites Templi“ (1144) спомага за забогатяването и процъфтяването на ордена на тамплиерите.
През 1160 г. тамплиерите се оплакали на папа Александър III за това, че епископите прибират за църквата по една трета част от имуществата, завещани на ордена от желаещите да бъдат погребани в тамплиерските гробища. Папата издава в отговор булата „Dilecti filii“, задължаваща духовенството да прибира само една четвърт от завещаното имущество.